# Nostalgie (film, 1983)
Nostalgie je sovětsko-italský film Andreje Tarkovského z roku 1983. Hlavní postavou je ruský spisovatel Andrej Gorčakov, který se společně s překladatelkou Eugenií vydal na toskánský venkov s cílem dozvědět se více o životě skladatele Pavla Sosnovského.

## Herecké obsazení
| Oleg Jankovskij    | Andrej Gorčakov |
| Erland Josephson   | Domenico        |
| Domiziana Giordano | Eugenie         |
| Delia Boccardo     | Zoe             |
| Patrizia Terreno   | Andrejova žena  |
| Laura De Marchi    | Pokojská        |

## Ocenění
- 1983 - Andrej Tarkovskij (Cena ekumenické poroty)
- 1983 - Andrej Tarkovskij (Velká cena tvůrčí kinematografie)
- 1983 - Andrej Tarkovskij (Cena mezinárodní kritiky FIPRESCI)